# دزموند ده سیلوا
دزموند ده سیلوا (به انگلیسی: Desmond de Silva)، ۱۳ ژوئیهٔ ۱۹۴۴ – ۹ ژانویهٔ ۲۰۲۲) خواننده سری لانکایی بود. او با لقب «شاه بایلا» شناخته می‌شد و از معروفترین سری لانکایی‌های جهان بود.

## زندگی
دزموند در شهر ماتارای سری لانکا به دنیا آمد. او در بریتانیا زندگی می‌کرد و هر سال در سراسر جهان کنسرت‌های متعددی برگزار می‌کرد.